# Associazione Calcio Novara 1934-1935
Questa pagina raccoglie i dati riguardanti l'Associazione Calcio Novara nelle competizioni ufficiali della stagione 1934-1935.

## Rosa
| N. |                   | Ruolo | Calciatore         |
| -- | ----------------- | ----- | ------------------ |
|    | Italia (bandiera) | A     | Teresio Bercellino |
|    | Italia (bandiera) | P     | Angelo Caimo       |
|    | Italia (bandiera) | D     | Libero Checco      |
|    | Italia (bandiera) | P     | Gaetano Colombo    |
|    | Italia (bandiera) | A     | Piero Dondi        |
|    | Italia (bandiera) | C     | Angelo Galli       |
|    | Italia (bandiera) | C     | Carlo Grazioli     |
|    | Italia (bandiera) | D     | Lavazza            |
|    | Italia (bandiera) | C     | Mario Manfredi     |
|    | Italia (bandiera) | D     | Alberto Mazzucco   |

| N. |                   | Ruolo | Calciatore        |
| -- | ----------------- | ----- | ----------------- |
|    | Italia (bandiera) | D     | Edmondo Mornese   |
|    | Italia (bandiera) | A     | Paolino Piola     |
|    | Italia (bandiera) | A     | Mario Portaluppi  |
|    | Italia (bandiera) | D     | Mario Rabaglio    |
|    | Italia (bandiera) | A     | Augusto Ravetta   |
|    | Italia (bandiera) | A     | Ezio Rizzotti     |
|    | Italia (bandiera) | A     | Marco Romano      |
|    | Italia (bandiera) | D     | Giuseppe Rossi    |
|    | Italia (bandiera) | D     | Attilio Sponghini |
|    | Italia (bandiera) | C     | Remo Versaldi     |